# Mesoligia pallida
Mesoligia pallida är en fjärilsart som beskrevs av Tutt 1891. Mesoligia pallida ingår i släktet Mesoligia och familjen nattflyn. Inga underarter finns listade i Catalogue of Life.